# اندیس زئولیت جاده نظامی
زئولیت جاده نظامی یک اندیس غیرفلزی است که در  استان سمنان قرار دارد و مادهٔ معدنی موجود در آن، زئولیت است.  